# Cherveix-Cubas
Cherveix-Cubas is een gemeente in het Franse departement Dordogne (regio Nouvelle-Aquitaine) en telt 600 inwoners (1999). De plaats maakt deel uit van het arrondissement Périgueux. Na de aanpassing van de arrondissementsgrenzen vanaf 2017 door het arrest van 30 december 2016 behoort zij tot het arrondissement Nontron.

## Geografie
De oppervlakte van Cherveix-Cubas bedraagt 15,1 km², de bevolkingsdichtheid is 39,7 inwoners per km².
De onderstaande kaart toont de ligging van Cherveix-Cubas met de belangrijkste infrastructuur en aangrenzende gemeenten.

## Demografie
Onderstaande figuur toont het verloop van het inwonertal (bron: INSEE-tellingen).